# Frédéric-Guillaume de Prusse (1880-1925)

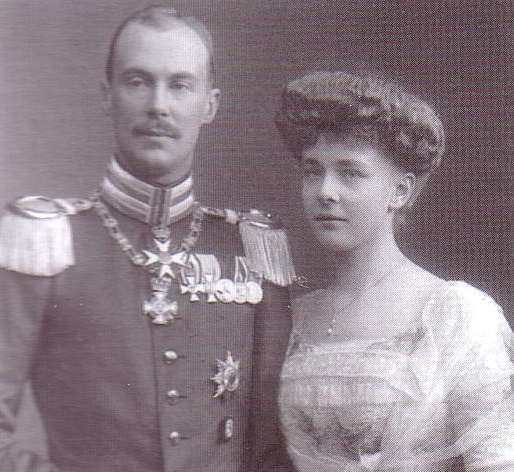
Prince Frédéric-Guillaume et la princesse Agathe

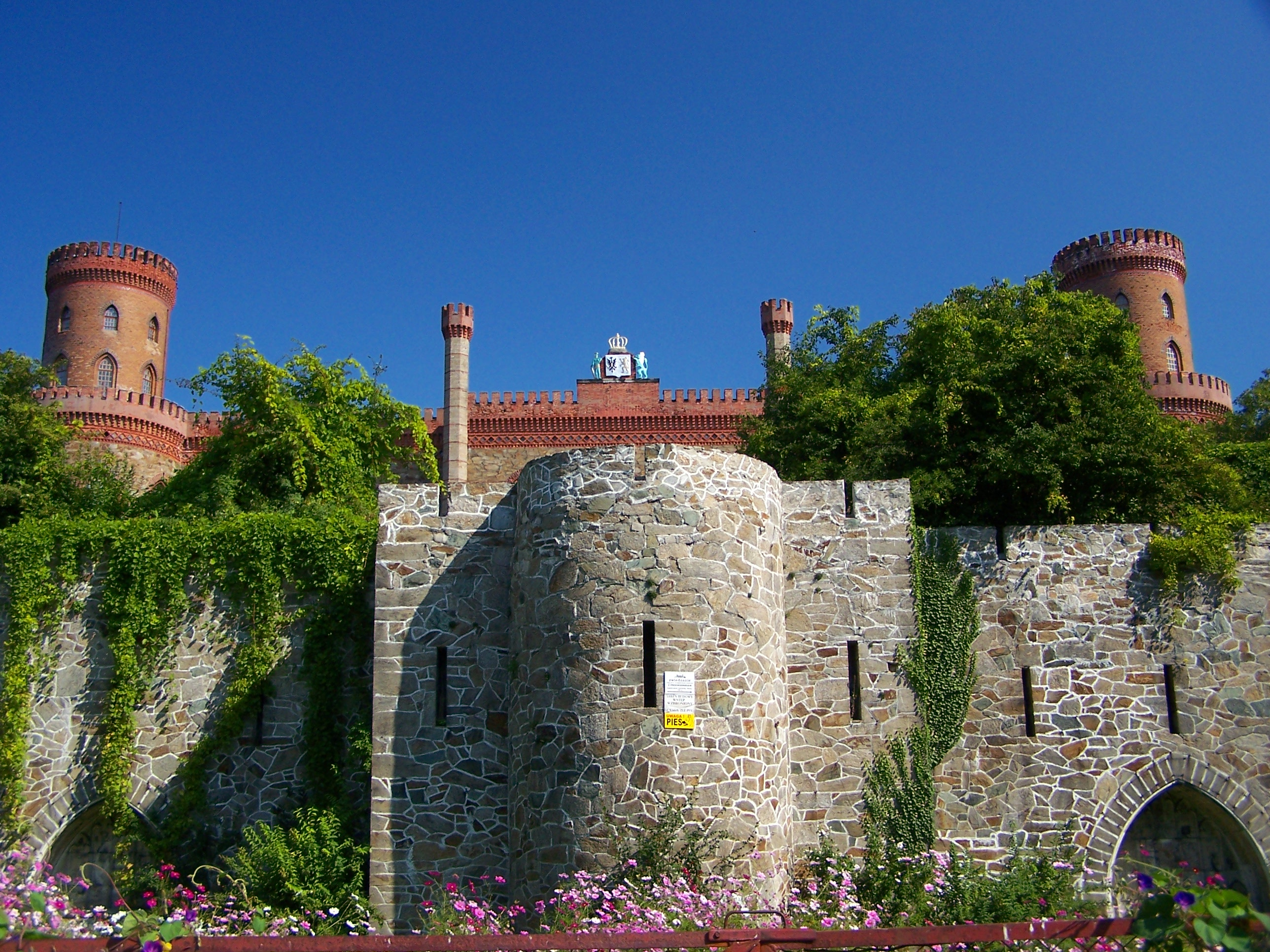
Château de Kamenz

Prince Frédéric-Guillaume-Victor-Charles-Ernest-Alexandre-Henri de Prusse (né le 12 juillet 1880 au château de Kamenz et mort le 9 mars 1925 à Weißer Hirsch, Dresde) est un homme politique prussien et membre de la maison de Hohenzollern.

## Biographie
Friedrich Wilhelm est le plus jeune fils du prince prussien Albert de Prusse (1837-1906) et de son épouse Marie de Saxe-Altenbourg (1854-1898).
Comme tous les princes nés de la maison royale, Frédéric-Guillaume reçoit le grade de lieutenant au 1er régiment à pied de la Garde à l'âge de 10 ans mais sans servir initialement en service actif avec les troupes. Il étudie à Bonn et y devient membre du Corps Borussia en 1899. Avant la Première Guerre mondiale, il réside au château de Kamenz.
Dans la Première Guerre mondiale, il reçoit la Croix de fer de 2e classe et plus récemment, il est major général à la suite du 1er régiment à pied de la Garde. En 1911, il est nommé administrateur de l'arrondissement de Frankenstein dans la province de Silésie. Il occupe ce poste pendant sept ans jusqu'en 1918.
Il s'intéresse aux sciences, à la littérature et à la musique. En 1908, 1910 et 1913, il est le patron des trois premiers festivals de musique de Prusse-Orientale à Königsberg. 1909 jusqu'à sa mort, il est président de l'Académie des sciences d'utilité publique d'Erfurt. Friedrich Wilhelm est docteur honoris causa de la faculté de philosophie de l'université Albertus de Königsberg.

## Mariage et progéniture
Il se marie le 8 juin 1910 à Potsdam Agathe de Hohenlohe-Schillingsfürst (es), princesse de Ratibor et de Corvey (1888–1960), fille du duc Victor II de Hohenlohe-Ratibor. Il a quatre enfants avec elle:
- Marie-Thérèse (de) (1911-2005), mariée en 1932 avec Rudolf Hug (1885-1972)

- Louise-Henriette (1912-1973), mariée en 1936 avec Wilhelm Schmalz (1901-1983)

- Marianne (1913-1983), mariée en 1933 avec le prince Guillaume de Hesse-Philippsthal-Barchfeld (1905-1942), mort au combat

- Élisabeth (1919-1961), mariée en 1948 avec Heinz Mees (1918-1994)